# Sorø Kommune
|  | For Sorø Kommune før kommunalreformen i 2007, se Sorø Kommune (1970-2006). |
Sorø Kommune er en kommune i Region Sjælland efter Kommunalreformen i 2007. Dog blev kommunalbestyrelsen valgt allerede den 15. november 2005.
Det formentlig mest kendte sted i Sorø Kommune er bygningerne på Akademigrunden i den ældste del af Sorø by. Grunden huser Sorø Akademi, som i dag er et alment gymnasium med tilknyttet kostskole, men hvis historie strækker sig tilbage til 1623, hvor Christian d. IV oprettede et ridderakademi på stedet. Desuden finder man Sorø Klosterkirke, som er fra 1201, og hvor flere konger samt bl.a. Absalon og Ludvig Holberg ligger begravet.
Et af de andre kendte steder i Sorø Kommune er Filadelfia i Dianalund, en anden seværdighed i Sorø er Birkegårdens Haver, i Vedde er den mest besøgte sted Zen Garden.
I januar forvandler eventet Kyndelmisse Lysfest de grå og triste vinterfarver til et magisk lyshav (aflyst 2021 pga. Covid19).
Sorø Kommune er opstået ved sammenlægning af følgende kommuner:
- Dianalund Kommune
- Sorø Kommune (1970-2006)
- Stenlille Kommune

## Byer
| Kommunens største byer |                |                   |
| Nr                     | By             | Indbyggere (2025) |
| 1                      | Sorø           | 8.433             |
| 2                      | Frederiksberg  | 4.183             |
| 3                      | Dianalund      | 4.111             |
| 4                      | Stenlille      | 2.087             |
| 5                      | Ruds Vedby     | 1.670             |
| 6                      | Fjenneslev     | 791               |
| 7                      | Nyrup          | 411               |
| 8                      | Munke Bjergby  | 325               |
| 9                      | Vedde          | 241               |
| 10                     | Lynge          | 228               |
| 11                     | Tersløse       | 227               |
| 12                     | Niløse         | 225               |
| 13                     | Broby Overdrev | 223               |

## Politik

### Mandatfordeling 2005-21
| 12 | 5 |  |  | 4 | 2 |

| 21 | 4 |

| 11 | 5 | 3 | 2 | 4 |

| 18 | 7 |

| 8 |  | 6 |  | 3 | 5 |  |

| 16 | 9 |

| 8 |  | 7 |  | 3 | 3 |  |  |

| 16 | 9 |

| 8 |  | 8 |  | 2 |  | 3 |  |

| 14 | 11 |

| 8 |  | 9 |  | 2 |  | 2 |  |

| 15 | 10 |

| Navn                          | Parti                                    |
| ----------------------------- | ---------------------------------------- |
| Anne Madsen                   | Socialdemokratiet - 8 mandater           |
| Preben Lund                   | Socialdemokratiet - 8 mandater           |
| Annette Raaschou van der Star | Socialdemokratiet - 8 mandater           |
| Ivan Hansen                   | Socialdemokratiet - 8 mandater           |
| Mona Kelder Bouidar           | Socialdemokratiet - 8 mandater           |
| Bettina Jensen                | Socialdemokratiet - 8 mandater           |
| Flemming Kjærgaard            | Socialdemokratiet - 8 mandater           |
| Jakob Meibom                  | Socialdemokratiet - 8 mandater           |
| Gert Jørgensen (Borgmester)   | Det Konservative Folkeparti - 9 mandater |
| Sofie Ullerup Torpegaard      | Det Konservative Folkeparti - 9 mandater |
| Jens Jacobsen                 | Det Konservative Folkeparti - 9 mandater |
| Bo Christensen                | Det Konservative Folkeparti - 9 mandater |
| Mogens Schwensen              | Det Konservative Folkeparti - 9 mandater |
| Lars Scmidt                   | Det Konservative Folkeparti - 9 mandater |
| Peter Nygaard                 | Det Konservative Folkeparti - 9 mandater |
| Marianne Vinding              | Det Konservative Folkeparti - 9 mandater |
| Carsten Petersen              | Det Konservative Folkeparti - 9 mandater |
| Kasper Nygaard                | Venstre - 3 mandater                     |
| Jakob Spliid                  | Venstre - 3 mandater                     |
| Ninna Wiese Pedersen          | Venstre - 3 mandater                     |
| Linda Nielsen                 | Socialistisk Folkeparti - 2 mandater     |
| Kristiane Nyborg              | Socialistisk Folkeparti - 2 mandater     |
| Susanne Borggaard             | Nye Borgerlige - 1 mandat                |
| Bo Mouritzen                  | Enhedslisten - 1 mandat                  |
| Sascha Fich                   | Radikale Venstre - 1 mandat              |

| Navn           | Skiftet fra      | Skiftet til                 | Dato               |
| -------------- | ---------------- | --------------------------- | ------------------ |
| Lars Schmidt   | Dansk Folkeparti | Det Konservative Folkeparti | 21. november 2021  |
| Kasper Nygaard | Venstre          | Løsgænger                   | 16. november 2022  |
| Kasper Nygaard | Løsgænger        | Moderaterne                 | 25. september 2023 |

| Udtrådt     | Indtrådt     | Parti            | Dato              |
| ----------- | ------------ | ---------------- | ----------------- |
| Sascha Fich | Edris Qasimi | Radikale Venstre | 18. december 2023 |

### [3]Liste over borgmestre
| # | Periode   | Navn           | Parti                       |
| - | --------- | -------------- | --------------------------- |
| 1 | 2007–2013 | Ivan Hansen    | Socialdemokratiet           |
| 2 | 2014–nu   | Gert Jørgensen | Det Konservative Folkeparti |

Kasper Emde Nygaard, Venstre (senere Moderaterne), er 1. viceborgmester. Annette Raaschou van der Star, Socialdemokratiet, er 2. viceborgmester.